# Угровлашка
Угровлашка је назив  Влашкe у свим влахо-молдавским повељама. То је такође и званично име црквене епархије.
Назив Угро (Мађарска) има за циљ да се разликују прекодунавске земље од Молдовлашке или  Богданије.
У ужем смислу ово је Олтенија.